# Prosopocera marshalliana
Prosopocera marshalliana là một loài bọ cánh cứng trong họ Cerambycidae.